# La Mayenne (journal)
Pour les articles homonymes, voir Mayenne.
La Mayenne,  organe des intérêts catholiques du département était un quotidien local français, qui a été publié de 1892 à 1939 à Laval, avec un rayonnement principalement dans le département de la Mayenne.

## Histoire
Le journal est le représentant de la droite monarchiste catholique. Il est le remplaçant de L'Indépendant de l'Ouest de Charles-François-Xavier Müller puis Constant Le Tessier, qui est stoppé en juin 1892. 
Le Journal La Mayenne sera remplacé par le Nouvelliste de Laval et du département, puis par le Quotidien de Laval et du département, et enfin le Journal du soir de Laval et du département.

### Fondation en 1892
Le journal est fondé par René Chailland (1858-1924) en 1892. Il en est aussi le directeur.
La Mayenne est fondée lorsque L'Indépendant de l'Ouest cesse de paraître. Il est annoncé à son origine absolument étranger et n'a rien de commun avec Le Courrier du Maine.

### Dans le giron du Courrier du Maine en 1922
René Chailland en assure la direction jusqu'en 1922, date à laquelle il cède le journal et imprimerie à la société gérant Le Courrier du Maine, dirigé par Paul Le Breton (fils). Imprimeur, il est le collaborateur de cette société depuis 1892.
En 1923, le Conseil d'Administration du Courrier du Maine, devenu propriétaire de la Maison Chailland, nomme Alphonse Gavard, pour remplacer René Chailland, partant à la retraite. Alphonse Gavard décède en janvier 1925.
Job de Roincé est nommé en 1925 à la suite du décès d'Alphonse Gavard, par le Conseil d'Administration du Courrier du Maine comme directeur du journal. Il y reste jusqu'à la disparition du journal.

### Suspension
Le journal annonce dans son dernier numéro du 3 septembre 1939, sa suspension provisoire, à la suite de la Mobilisation française de 1939.

### Sources
- Retronews
- La Mayenne, 14 octobre 1924
- Le Courrier du Maine, 12 octobre 1924

### Numérisation
La Mayenne est disponible sur :
- Gallica, le fonds presse numérisée de la Bibliothèque nationale de France.
- Fonds patrimoniaux Laval, le fonds presse numérisée de la Bibliothèque municipale de Laval.